# يوني موغ 435
يوني موغ 435، هي مركبة من سلسلة يوني موغ التي تنتجها شركة مرسيدس-بنز. وقد صُنِع منها 30,726 وحدة بين عامي 1975 و1993 في مصنع يوني موغ التابع لمرسيدس-بنز في غاغناو، وذلك عبر ثمانية طرازات مختلفة.
تم تسويق هذه المركبة تحت اسمَي يوني موغ يو 1300 L ويوني موغ يو 1700 L، وكان الطراز يو 1300 L هو الأكثر مبيعًا، حيث صُمم خصيصًا كمركبة خاصة لصالح الجيش الألماني (البوندسفير) وكذلك خدمة الإطفاء الألمانية.
الطراز اللاحق يوني موغ 437، الذي يتمتع بمظهر مشابه، لا يزال قيد الإنتاج حتى اليوم. كما يُعد الطراز يوني موغ 436 نسخة مستندة إلى يوني موغ 435، وقد صُمم للتصدير ويتميز بمقصورة مختلفة.
تجدر الإشارة إلى أن تسميات مركبات يوني موغ قد تُسبب بعض الالتباس؛ فعلى سبيل المثال، الطراز يو 1300 ينتمي إلى سلسلة يوني موغ 425، بينما الطراز يو 1300 L ينتمي إلى سلسلة يوني موغ 435.

1. ↑  Unimog-Community: Unimog U 435 (1975-1993) نسخة محفوظة 2025-05-23 على موقع واي باك مشين.